# CVA-01級航空母艦
CVA-01級航空母艦（英語: CVA-01 class fleet aircraft carriers）は、1960年代にイギリス海軍で計画された航空母艦（艦隊空母）。イギリス海軍史上最大にして、戦後に起工する初の空母になる予定だったが、1966年に中止された。

## 来歴

### 戦時設計艦の改設計・改装
1945年中盤の時点で、イギリス海軍の新しい艦隊空母（fleet aircraft carriers）としては、オーディシャス級「オーディシャス」「アーク・ロイヤル」の建造が進められ、またオーディシャス級の「イーグル」およびジブラルタル級（マルタ級）の建造も予定されていた。しかし第2次世界大戦の終結とその後の財政状況悪化を受けて「イーグル」とジブラルタル級の建造は中止され、残る2隻の建造も中断された。
その後、冷戦体制の顕在化とともに、オーディシャス級2隻は設計を改訂されて建造が再開され、1951年・55年に相次いで竣工し、改修を受けて現役復帰した「ヴィクトリアス」とともに、艦隊空母3隻体制を維持していた。

### 新型空母の開発
一方、これらの改設計艦・改装艦と並行して、1950年代中盤からは、新型空母の設計も着手された。まず1952年から55,000トン級の大型空母、続いて1954年からは24,000トン級の中型空母についての検討が行われた。また1958年には、現用空母の耐用年数について検討がなされた。
これらの検討を踏まえて、1960年1月、艦隊要件委員会および海軍本部委員会は、次期空母の排水量についての検討に着手し、11月には42,000トンから68,000トンまでの6つの案が提示された。費用と能力のバランスを勘案して、1961年1月、海軍本部委員会は、最低48,000トンの排水量が必要であると結論した。これを受けて更に試案が作成され、その中にはアメリカ海軍のフォレスタル級やフランス海軍のクレマンソー級に準じた設計もあったが、前者は高コストであり、また後者は、安定性の低さや艦型の小ささのために所定の航空運用能力を確保できないと見なされて、いずれも棄却された。
その後、1962年5月には50,000トンから58,000トンまでの5つの試案が作成されて海軍本部委員会に提示され、「ヴィクトリアス」後継艦としては「設計53」が妥当であると選定された。これをもとに作成された設計案は1963年7月17日に海軍本部委員会で承認され、7月30日には閣議決定された。これによって建造されることになっていたのが本級である。

## 設計
本級の設計にあたっては、満載排水量が「イーグル」を超えることがないように求められていたが、結局はイギリス海軍史上最大の航空母艦となっており、未成に終わったジブラルタル級や、アメリカ海軍のミッドウェイ級とほぼ同規模となった。
装甲は廃止され、水中防御のみとされる予定だったが、結局後に装甲が追加されて、排水量の増大を招いた。艦橋構造物は幅18フィート (5.5 m)と狭く、また内舷側に34フィート (10 m)寄せて配置することで、「ハーミーズ」などと同様に外舷側に「アラスカ・ハイウェイ」と称される通路が設けられ、着艦帯などを邪魔せずに艦上機や車両などを移動させられるようになっている。
速力は28ノットに妥協された。イラストリアス級と同じ3軸推進方式が再導入されており、これにより、主機1基を整備中でも、残りの主機によって、艦隊行動を維持できる速力を発揮できるようになった。ボイラーはフォスター・ホイーラー製で、所定の出力を確保するために高温高圧化されており、圧力1,000 lbf/in2 (70 kgf/cm2)、温度1,000 °F (538 °C)となった。
電源容量は20,200キロワットと予定されており、降圧変圧器を用いて、電圧3.3キロボルトの高圧配電方式を採用する予定となっていた。

## 能力

### 航空運用機能
機体重量70,000ポンド (32 t)までの航空機の運用に対応しており、発艦装置として250フィート (76 m)長のBS6型カタパルト2基、着艦装置として4索式・散水型のアレスティング・ギアが設置されることになっていた。「設計53」の初期案では、着艦帯に7度の角度を付したアングルド・デッキが予定されていたが、後の案では3.5度に変更され、艦首甲板と着艦帯とがほぼ平行な特徴的な配置となった。
エレベーターは、艦橋構造物左前方と右舷艦尾側に1基ずつ設置される。いずれも21.3×9.8メートル、2本のY字型アームを油圧で動かすことで昇降させる形式で、重いチェーンや錘が必要なくなるため、重量軽減に有用であると考えられていた。
最大70機を搭載可能とされており、艦上戦闘機ないし攻撃機30機、ガネットAEW.3早期警戒機4機、救難ヘリコプター2機、哨戒ヘリコプター5機が予定されていた。艦上戦闘機・攻撃機としては、当初はシービクセンとバッカニアが予定されており、将来的には、当時構想されていた可変翼（VG翼）機の搭載も視野に入れられていた。また後には、ファントムFG.1（F-4K）の搭載も計画されたほか、垂直離着陸機の運用も想定されていた。

### 個艦防御機能
主たるセンサーとしては、オランダと共同で開発していた3次元レーダーであるブルームスティック・レーダー（英軍呼称は988型）を搭載する予定であった。
対空兵器としてシーダートGWS.30の連装発射機1基とシーキャットGWS.20/22の4連装発射機4基の搭載が予定されていた。また初期計画では、対潜兵器としてアイカラ対潜ミサイルの搭載が予定されていたが、1965年2月、本級にコマンドー母艦（ヘリコプター揚陸艦）を兼務させることになり、そのためのスペースを捻出するため、アイカラは削除された。

## 計画の中止
本級の設計は1966年1月27日に完了した。1番艦は「クイーン・エリザベス」と予定されており、「アーク・ロイヤル」と「ヴィクトリアス」の両方の後継艦とされていた。1960年代中盤には軽空母「セントー」も退役することになっていたが、「クイーン・エリザベス」のほか、大規模改装を予定されていた「イーグル」および「ハーミーズ」によって、少なくとも1980年代までは空母3隻体制は維持される計画であった。本級については、1966年第4四半期には発注がなされる予定であり、同時にオーストラリア海軍も同型艦1隻を購入すると期待されていたほか、1969年にはイギリス海軍向け2番艦（CVA-02; 予定艦名は「デューク・オブ・エジンバラ」）の発注も期待されていた。
しかし予定建造費用は高騰を続けており、地上基地から発進する爆撃機のほうがコストパフォーマンスに優れると考えられたこともあって、設計完了から1ヶ月も経たない2月22日に発表された1966年度国防白書で、本級の計画はキャンセルされた。この国防白書では、本級やBAC TSR-2爆撃機の計画中止の代替として、アメリカ製のF-111K戦闘爆撃機の導入が盛り込まれたものの、これを運用するための地上基地も削減されており、しかも後に導入自体も撤回された。
本級の計画中止によって、海軍は、将来的に空母を手放さざるを得ない事態に直面した。この事態を受けて、艦隊空母を補完するヘリ空母として開発されていた護衛巡洋艦の機能充実が図られることになり、最終的に、垂直/短距離離着陸機であるシーハリアー艦上戦闘機の運用に対応したインヴィンシブル級として結実した。またその後継として2隻建造されたクイーン・エリザベス級は、全長・満載排水量ともに本級を上回る大型艦ながらも、STOVL方式を採用し、艦上戦闘機としてはF-35Bを搭載することになっている。